# Prodol
Prodol is een plaats in de gemeente Marčana in de Kroatische provincie Istrië. De plaats telt 90 inwoners (2001).